# Мукей, Айгуль Адиятоллаевна
Айгуль Адиятоллаевна Мукей (6 марта 1975 г.род Целиноград) — казахстанский журналист, актриса, телеведущая. Академик Академии журналистики Республики Казахстан.

## Биография
- Айгуль Мукей родилась 6 марта 1975 г. в Целиноград
- Окончила Акмолинский государственный педагогический университет (1996). (Специальность «Преподаватель русского языка и литературы»)
- Окончила Казахская национальная академия искусств им. Т. Жургенова (2002). (Специальность «Автор-комментатор телевидения»)
- Владение языками: Казахский, русский, английский.

## Трудовая деятельность
- 1992 — 1996 гг. Редактор, ведущая телекомпании «Эфир» (г. Акмола)
- 1999 — 2008 гг. Ведущая, журналист, заместитель директора дирекции информационных программ АО «Агентство «Хабар»
- 2008 — 2014 гг. Директор телеканала «Ел арна» АО «Агентство «Хабар» - старший преподаватель Казахская национальная академия искусств им. Т. Жургенова - руководитель мастерской «Продюсеры ТВ»
- 03.2014 — 09.2015 гг. Руководитель пресс-службы национальной компании «Астана ЭКСПО-2017»
- 09.2015 — 2016 гг. Заместитель директора департамента маркетинга и продвижения «Астана ЭКСПО-2017»
- с 2016 г. Доцент кафедры «Режиссура Кино и ТВ» Казахского Национального Университета Искусств «Шабыт»
- 2018 — 2020 гг.  Ведущая программы «Давайте говорить» АО «Агентство «Хабар»
- с 2020 г. PR директор ТОО «Aqniet Group», рестораны "Sandyq", сеть кофеин "Tary"
- с 2022 г. Член комиссии по делам женщин и семейно-демографической политике при акимате города Астаны
- с 2023 г. Ведущая новостей телеканала «Jibek Joly»

## Прочие должности
- Вице-президент Клуба главных редакторов
- Член Клуба деловых женщин «Томирис»
- Член Союз журналистов Казахстана
- Член Партия «Нур Отан» (с 2006)

## Награды
- 2002 — Премия «Журналист года Казахстана»
- 2003 — Лауреат премии Союза молодежи Республики Казахстан
- Благодарственные письма Президента Республики Казахстан
- 2006 — Премия Партия «Нур Отан» в области журналистики
- 2008 — Медаль «10 лет Астане»
- 2009 — Орден Курмет (16.12.2009)[1]
- Академик Академии журналистики Республики Казахстан.
- Лауреат Премии Фонда Первого Президента Республики Казахстан (Премия за создание документального фильма «Алға Қазақстан»).